# Conacmella vagans
Conacmella vagans é uma espécie de gastrópode da família Assimineidae.
É endémica de Japão.